# 18 avril 1993
Le dimanche 18 avril 1993 est le 108e jour de l'année 1993.

## Naissances
- Ángelo Sagal, joueur de football chilien
- Eric Hedlin, nageur canadien
- Joyce Lomalisa, joueur de football congolais
- Mika Zibanejad, joueur de hockey sur glace suédois
- Nathan Sykes, chanteur anglais
- Nianta Diarra, joueur de basket-ball malien
- Tamika Saxby, joueuse de squash australienne
- Taylor Pischke, joueuse de volleyball de plage canadienne
- Tumua Manu, joueur de rugby à XV néo-zélandais

## Décès
- Elisabeth Frink (née le 14 novembre 1930), sculptrice britannique
- Iskandar Aznaurov (né le 16 août 1956), traducteur et militaire azerbaïdjanais
- John Maria Oesterreicher (né le 2 février 1904), théologien catholique américain
- Masahiko Kimura (né le 10 septembre 1917), judoka et catcheur japonais
- Modeste Zussy (né le 16 février 1897), personnalité politique française
- Pierre Jourdan (né le 5 juin 1907), acteur français (1907-1993)
- Werner Pochath (né le 29 septembre 1939), acteur autrichien

## Événements
- Découverte de l'astéroïde (12753) Povenmire
- Début du championnat du monde de hockey sur glace 1993
- Début de la coupe de Russie de football 1993-1994
- Fin de la coupe du monde de rugby à sept 1993
- Liège-Bastogne-Liège 1993
- Sortie du film américain RoboCop 3
- Fin du tournoi de tennis de Pattaya (WTA 1993)